# Han Ji-eun
Han Ji-eun (한지은?; 3 giugno 1990) è un'attrice sudcoreana.

## Filmografia

### Cinema
- Dongbangbolpae (동방불패?) (2006)
- Gwi (귀?), regia di Jo Eun-kyung (2010)
- Gisuljadeul (기술자들?), regia di Kim Hong-seon (2014)
- Susanghan geunyeo (수상한 그녀?), regia di Hwang Dong-hyuk (2014)
- Sang-ui-won (상의원?), regia di Lee Won-suk (2014)
- Coin Locker (코인라커?, Ko-in rakeoLR), regia di Kim Tae-kyung (2015)
- Geukjeog-in hareutbam (극적인 하룻밤?), regia di Han Ki-ho (2015)
- Train to Busan (부산행?, BusanhaengLR), regia di Yeon Sang-ho (2016)
- Jojakdoen dosi (조작된 도시?), regia di Park Kwang-hyun (2017)
- Seokjojeotaek sar-insageon (석조저택 살인사건?), regia di Jung Sik, Kim Whee (2017)
- Real (리얼?), regia di Lee Sa-rang (2017)
- Changgwol (창궐?), regia di Kim Sung-hoon (2018)
- Door Lock (도어락?, Do-a rakLR), regia di Lee Kwon (2018)

### Televisione
- Bitgwa geurimja (빛과 그림자?) – serie TV (2011-2012)
- Ppeokkuki dungji (뻐꾸기 둥지?) – serie TV (2014)
- Unmyeongcheoreom neol saranghae (운명처럼 널 사랑해?) – serie TV (2014)
- Tae-yang-ui dosi (태양의 도시?) – serie TV (2015)
- Chakhaji anneun yeojadeul (착하지 않은 여자들?) – serie TV (2015)
- Beauty hakgaeron (뷰티학개론?, Byuti hakgaeronLR) – webserie (2016)
- A-iga daseot (아이가 다섯?) – serie TV (2016)
- Entourage (안투라지?, AnturajiLR) – serie TV (2016)
- Jag-eun sin-ui a-ideul (작은 신의 아이들?) – serie TV (2018)
- Uriga mannan gijeok (우리가 만난 기적?) – serie TV (2018)
- Mi-wodo saranghae (미워도 사랑해?) – serie TV (2018)
- Baeg-ir-ui nanggunnim (백일의 낭군님?) – serie TV (2018)
- Yeoldubam (열두밤?) – serie TV (2018)
- Melloga chejil (멜로가 체질?) – serie TV (2019)
- Lovestruck in the City (도시남녀의 사랑법?, Dosinamnyeoui sarangbeopLR)  – serie TV, 16 episodi (2020)
- Le stelle parlano di noi (별들에게 물어봐?) – serie TV (2025)
- Study Group (스터디그룹) - serie TV, 10 episodi (2025)